# Pierre Scalberge

## Biografía
Pierre Scalberge nació hacia 1592 en Sedán. Es hijo de Mathieu Scalberge, pintor en París, y de Sarah Botté.
Después de una estancia en Roma entre 1618 y 1621, fue nombrado pintor ordinario del rey, y luego valet de cámara del rey en 1631.
En 1632, hace un taller en el Louvre con su hermano, Frédéric Scalberge, donde pintan cinco tramos sobre las primeras vigas y cruces del pabellón situado al final de la Gran galería del Louvre.
Muy relacionado con los grandes artistas de su época, encontramos en 1633 entre sus testigos de matrimonio, además de su hermano, Abraham Bosse o Guillaume Berthelot. Su hermano colaboró con Simon Vouet para pintar los paisajes de algunas de sus obras.
Fue sepultado el 24 de diciembre de 1640 en el cementerio de los Santos Padres de París a la edad de 48 años.

## Obras

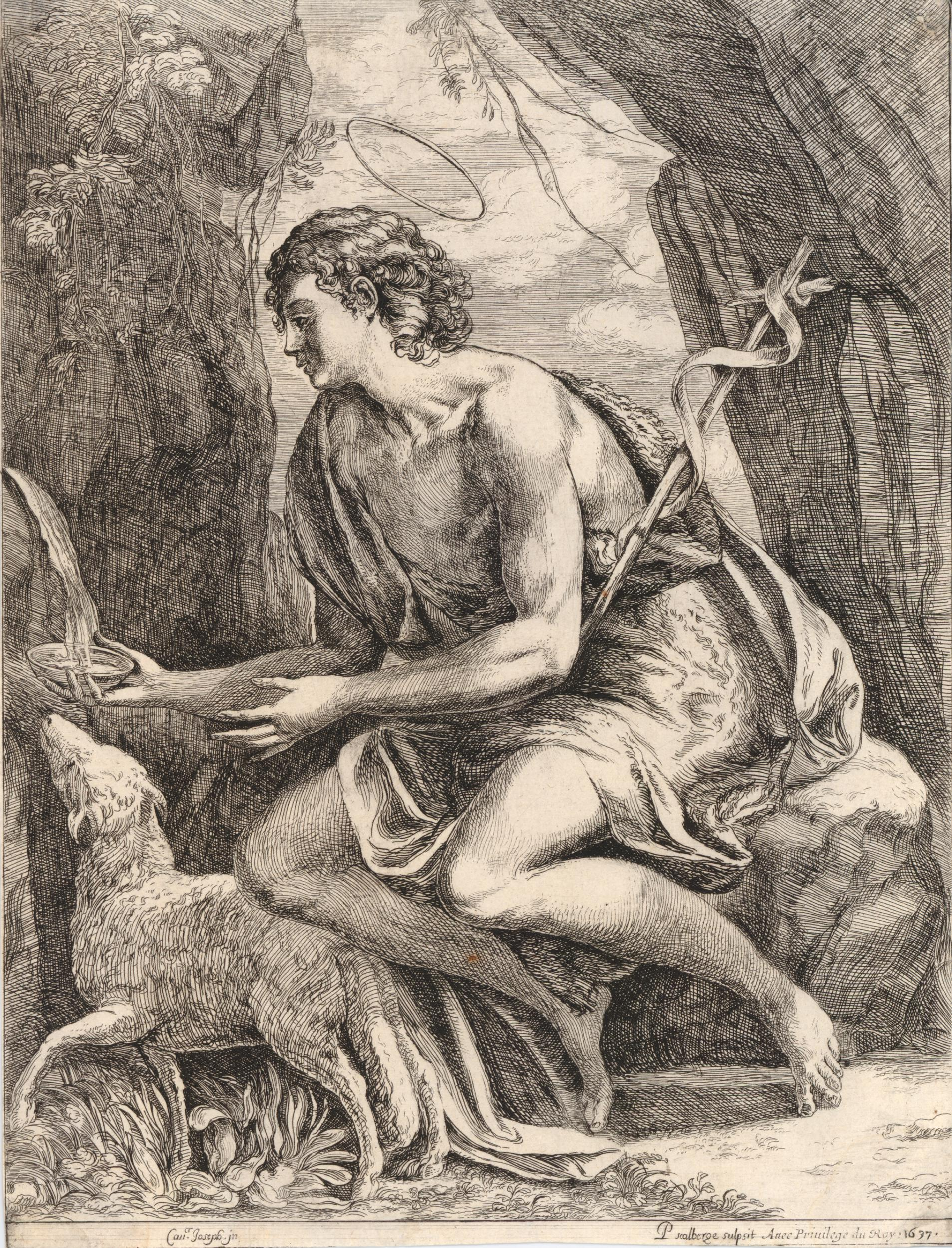
San Juan Bautista recogiendo agua en una taza, grabado de Pierre Scalberge según Giuseppe Cesari d'Arpino, 27,5x21cm, Museo Británico, 1637,

A su muerte, Pierre Scalberge dejó ciento sesenta cuadros y numerosas tablas grabadas y hojas, cuyo número no se estimó en el momento de su muerte. Entre ellos, se encuentran veintidós cuadros de su mano, que representan temas mitológicos, religiosos, así como dos cuadros que representan a los niños, y otros dos, los frutos. Si este número de cuadros de su mano encontrados en el momento de su muerte es tan bajo, es porque una gran parte de su actividad consistía en realidad en comprar y revender obras de arte pintadas por otros artistas. Pierre Scalberge pintó principalmente lienzos de pequeño formato destinados a aficionados. El único cuadro que se le atribuye hoy con certeza es una Caridad romana (aceite sobre cobre, vendida por Sotheby’s en Nueva York el 8 de enero de 1981, lote n o 121) en la que figura su nombre y la fecha. Un naufragio de su mano inspira un poema a Georges de Scudéry que publica en Le Cabinet en 1646.
Entre las láminas que se le atribuyen, muchas retoman iconografías religiosas (Adán y Eva, Descendimiento de la cruz...), pero también temas mitológicos (en particular sus ilustraciones del Libro de los amores de Venus, Scola d'Amore, publicado en Ciartres en 1638) y antiguos (especialmente su ciclo de las Doce acciones de Marco Aurelio en un caballo). También escribió en grabados numerosos lienzos italianos, entre ellos el Descendimiento de la cruz de Rafael, el Juicio de Salomón del mismo artista o Diana tirando al papejai del Dominiquín. En relación con los más grandes coleccionistas de su tiempo - testimonia su transcripción en grabado de la Batalla de Constantino de Rafael destinada al gran coleccionista Roger du Plessis -, Pierre Scalberge jugó un papel fundamental en la difusión de estas obras maestrasde obra italiana, siendo a menudo el primero en transcribir estas pinturas en grabados, contribuyendo a hacer disponible este inmenso repertorio figurativo y contribuyendo a erigir a estos artistas en Maestros de la pintura para todos los franceses.

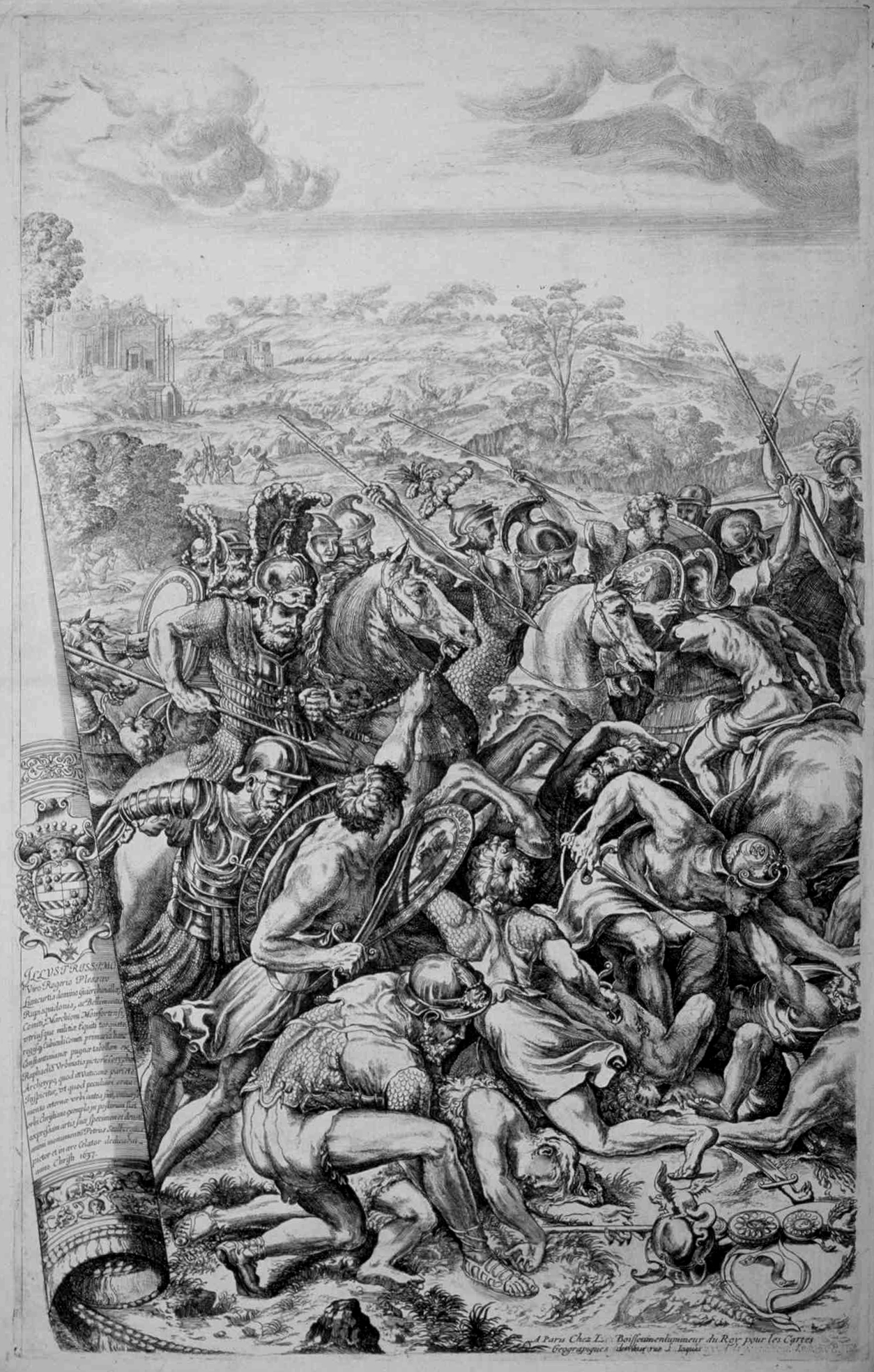
La batalla de Constantino contra Majencio, según Rafael, Biblioteca de la Universidad de Leiden

### Estilo
Calificando su estilo, Martine Vasselin habla de manera "libre y pintoresca", con un "dibujo bastante poco respetuoso de los originales", añadiendo que "Sus tablas, ligeramente mordidas, a veces rematadas con puntos" tienen personajes de "expresiones ultrajadas".

### Grabados conservados
- San Juan Bautista recogiendo agua en una taza, 1637, grabado según Giuseppe Cesari d'Arpino, 27,5 x 21 cm, Museo Británico (consultar online)
- Entierro, 1638, grabado según Jacopo Bassano, 26 x 32 cm, Museo Británico (consultar en línea)
- Entierro, 1637, grabado según Rafael, 40,9 x 41 cm, Museo Británico (consultar en línea)
- Venus enseñando Amor a leer, 3.ª lámina de la Scola d'amore (serie de 20 láminas), 1638, 19,3x14,2cm, Museo Británico (consultar online)
- Venus enseñando Amor a leer, 3.ª lámina de la Scola d'amore (serie de 20 láminas), 1638, 18,7x13,9cm, aguafuerte, Musée des Beaux-Arts de Nancy [11] (consultar online)
- Jardín del rey para el cultivo de plantas medicinales, 1636, grabado, Museo del Louvre, departamento de artes gráficas (consultar online)
- La batalla de Constantino en el Ponte Milvius, según Rafael, 66x170cm (dimensiones una vez montadas las cuatro tablas), aguafuerte, BNF (consultar online)